# Joób Zsigmond
Fancsali Joób Zsigmond, Jób (Pest, 1807. április 23. – Pest, 1847. május 3.) operaénekes (tenor). 

## Pályafutása
Fancsali Joob András és Reich Karolina fiaként született. András 1838. február 9-én lépett fel először Bellini: Normájában mint Sever a Pesti Magyar Színházban. Ekkor így írt róla a Honművész: »Jób úrnak minden tekintetben a mai szerep első fellépésre oly feladat volt, melly a tapasztalt jártos dalszínészt is, ha idegen színpadon lép fel, megrengetheti. Mint kezdőnek, természetesen kevés játéka van; szava magos tenor ugyan, de nem erős; csak a felső hangok tiszták, az alsók s középsők fátyolozottak.« De már február 23-ai fellépésekor ugyanezen lap ezeket írja: »Ez alkalommal (Sever) több bátorság, szabadság, szabatossággal és érzettel éneklé szerepét.« Június első napján kötött Nemzeti Színházi szerződésben mint »első tenorista« szerepel. Ekkor 40 forintban állapították meg a fizetését, fertály jutalom játékkal egy félesztendőre. 1843-ig működött a Nemzeti Színházban, ezután a bécsi operában is kísérletet tett. Kassán mint színházi vállalkozó is tevékenykedett. Erkel Ferenc külön áriát írt számára, amikor 1841-ben átvette a Báthory Mária c. operában István szerepét. 
Fivére Joób Gusztáv színigazgató, felesége Hetmanek Anna volt.

## Fontosabb szerepe
- Florestan (Beethoven: Fidelio)